# Селище Крупської (Новосибірська область)
Крупської (рос. Крупской) — селище у Новосибірському районі Новосибірської області Російської Федерації.
Входить до складу муніципального утворення Верх-Тулинська сільрада. Населення становить 586 осіб (2010).

## Історія
Згідно із законом від 2 червня 2004 року органом місцевого самоврядування є Верх-Тулинська сільрада.

## Населення
| 2002 | 2007 | 2010 |
| ---- | ---- | ---- |
| 513  | ↗547 | ↗586 |